# 会社・職業 (2ちゃんねる・5ちゃんねるカテゴリ)
会社・職業（かいしゃ・しょくぎょう）は、匿名掲示板2ちゃんねる（2ちゃんねる (2ch.net)、2ちゃんねる (2ch.sc)、5ちゃんねる）のカテゴリの1つである。

## 概要
各種業界・業種に関する板で構成されている。

## 歴史
- 1999年6月5日 - 現法律勉強相談板新設(当時は資格試験板)
- 1999年7月5日 - 病院・医者板新設
- 1999年7月7日 - 税金経理会計板新設
- 1999年7月9日 - 賃貸不動産板新設
- 1999年8月12日 - 保険業界板新設
- 1999年10月24日 - 光通信板新設
- 1999年10月25日 - 資格全般板新設
- 1999年11月17日 - 公務員板新設
- 1999年11月29日 - ベンチャー板新設
- 2000年1月15日 - アルバイト板新設
- 2000年2月1日 - DTP・印刷板新設
- 2000年5月27日 - 派遣業界板新設
- 2000年9月19日 - 広告業界板新設
- 2000年11月25日 - 経営学板新設
- 2001年3月23日 - 農林水産業板新設
- 2002年1月21日 - 建設住宅業界板新設
- 2004年1月14日 - 会計全般試験板新設
- 2006年6月11日 - 医療業界板新設
- 2006年8月19日 - 店舗運営板新設
- 2007年2月6日 - 食品業界・問題板新設
- 2008年8月27日 - 製造業界板新設

## 掲示板
22個の板からなる。(2023年5月現在)

### ベンチャー板
起業とベンチャーについての話題を扱う。

### 経営学板
経営学についての話題を扱う。

### 店舗運営板
店舗運営、自営業についての話題を扱う。

### 賃貸不動産板
賃貸業、不動産業についての話題を扱う。

### 公務員板
公務員についての話題を扱う。（他に専用板のある公務員試験、自衛隊、教員を除く）

### 法律勉強相談板
法律資格の勉強などについての話題を扱う。

### 資格全般板
各種資格、検定試験についての話題を扱う。

### 派遣業界板
派遣業界についての話題を扱う。

### 保険業界板
保険業界についての話題を扱う。

### 税金経理会計板
税金、経理、会計についての話題を扱う。

### 会計全般試験板
公認会計士をはじめとした会計関係の資格試験についての話題を扱う。

### 病院・医者板
病院、医者についての話題を扱う。個々の病気や悩みについては心と身体カテゴリの板で扱う。

### 医療業界板
製薬・医療機器をはじめとした医療業界についての話題を扱う。

### 光通信板
光通信についての話題を扱う。

### DTP・印刷板
DTPなどの印刷業界についての話題を扱う。

### アルバイト板
各種アルバイト全般についての話題を扱う。

### 広告業界板
広告業界板についての話題を扱う。

### 農林水産業板
農林水産業についての話題を扱う。家庭菜園は趣味カテゴリの園芸板で扱う。

### 建設住宅業界板
建設業界・住宅業界についての話題を扱う。

### 製造業界板
製造業界についての話題を扱う。

### 食品業界・問題板
食品業界・食品問題についての話題を扱う。食品偽装問題を受けて設置された。